# FH Leonis
FH Leonis es una estrella binaria en la constelación de Leo situada a 24 minutos de arco de ξ Leonis. Se encuentra a 383 años luz del sistema solar.
FH Leonis está compuesta por HD 96273 (HIP 54268) y BD+07 2411B, visualmente a 8,31 segundos de arco, lo que equivale a una distancia entre ellas de al menos 936 UA. HD 96273 es la componente más brillante del sistema con magnitud aparente +8,70. Es una estrella blanco-amarilla de la secuencia principal de tipo espectral F8 con una temperatura efectiva de 6450 K. Tiene una velocidad de rotación mínima de 6,7 km/s, con una metalicidad equivalente al 56% de la solar. Por su parte, BD+07 2411B es una enana amarilla de tipo G3V y magnitud en banda B +10,6. Con una temperatura de 5875 K, su velocidad de rotación —5,2 km/s— y metalicidad son muy semejantes a las de HD 96273, confirmando la relación física entre ambas estrellas.
El sistema fue catalogado como una variable cataclísmica —de ahí su denominación de variable FH Leonis— cuando el satélite Hipparcos registró un brusco aumento en su brillo que remitió en unos 13 días, con un posible segundo evento 170 días después. Las mediciones no permiten distinguir en cual de las dos estrellas se produjo el estallido. Posteriores estudios del sistema descartan su carácter de variable cataclísmica y cuestionan incluso su variabilidad. El suceso pudo estar causado por otro objeto en la misma línea de visión, por la interacción magnética con un compañero invisible, por acrecimiento planetario o por un suceso de microlente. Tampoco puede excluirse que su origen fuera la contaminación por luz dispersa del planeta Júpiter.